# Gromada (województwo lubelskie)
Gromada – wieś w Polsce położona w województwie lubelskim, w powiecie biłgorajskim, w gminie Biłgoraj.
W latach 1954–1956 wieś należała i była siedzibą władz gromady Gromada, po jej zniesieniu w gromadzie Majdan Gromadzki, a od 1960 w gromadzie Biłgoraj. W latach 1975–1998 miejscowość należała administracyjnie do województwa zamojskiego.
Wieś jest sołectwem w gminie Biłgoraj. Według Narodowego Spisu Powszechnego z roku 2011 wieś liczyła 952 mieszkańców i była trzecią co do wielkości miejscowością gminy.
Gromada jest północnym przedmieściem Biłgoraja – leży przy jego północnej granicy, nad rzeką Białą Ładą. Wieś stanowi typ ulicówki: zabudowa jest rozłożona wzdłuż drogi powiatowej nr 2916L, łączącej drogę wojewódzką nr 835 z biłgorajską dzielnicą Bojary. Przez Gromadę przebiega rowerowy szlak turystyczny Białej Łady.
Wieś jest siedzibą rzymskokatolickiej parafii Matki Bożej Nieustającej Pomocy.

## Historia
Wieś została lokowana pod koniec XVI wieku przez Adama Gorajskiego poprzez wykarczowanie lasu i osiedlenie się tam kilku rodzin chłopskich.  W 1626 roku istniało tu 8 zagród z polami. Później wieś była w posiadaniu m.in. Teofili Rejowej, Szczuków, Kątskich i Potockich.
W 1827 roku 38 domostw i mieszkało 200 mieszkańców. Była tutaj również karczma i folwark. Miejscowość nazywano również "Gromadami Biłgorajskimi".

## Oświata
20 grudnia 1920 roku została w Gromadzie utworzona 1-klasowa szkoła powszechna, dla dzieci z Gromady, Majdanu Gromadzkiego i Rapów Dylańskich. Szkoła mieściła się w domu nauczycielki, który w 1922 roku spłonął i z powodu braku pomieszczenia, szkoła czasowo była zamknięta. W 1928 roku szkoła stała się 2-klasową i nadal znajdowała się w prywatnych domach. W 1934 roku w szkole powstało koło Ligi Ochrony Przyrody.
W 1948 roku przygotowano plac pod budowę nowej szkoły, która w 1953 roku została oddana do użytku. W 1966 roku szkoła stała się 8-klasowa. W 1990 roku podjęto decyzję o rozbudowie szkoły, która w 1994 roku została oddana do użytku.
W 1999 roku na mocy reformy oświaty szkoła podstawowa stała się 6-klasowa, a starsi uczniowie przeszli do gimnazjum w Biłgoraju. W 2002 roku w Gromadzie zostało utworzone 3-letnie gimnazjum. W 2017 roku na mocy reformy oświaty przywrócono 8-latnią szkołę podstawowa.
Kierownicy i dyrektorzy szkoły
1920–1925. Maria Naziękłówna
1925–1939. Zofia Węgrzynowa (Zięba)
1939–1941. Jadwiga Augustynowa
1941–1943. Józef Maciocha
1943–1944. M. Iwasiówka
1944–1947. Zofia Oleszek
1947–1953. Janina Król (Bałajówna)
1953–1956. Janina Wardach
1956–1961. Jan Wardach
1961–1962. Leon Iwańczyk
1962–1963. Genowefa Iwańczyk
1963–1966. Leon Iwańczyk
1966–1968. Genowefa Iwańczyk
1968–1972. Janusz Oleszek
1972–1977. Wiktor Waliłko
1977–1986. Stanisława Piróg
1986–2002. Krystyna Bednarz
2002–2005. Robert Adamski
2005– nadal Mariusz Łęcki